# 11 Девы
11 Девы (лат. 11 Virginis), HD 105702 — одиночная звезда в созвездии Девы на расстоянии приблизительно 154 световых лет (около 47,3 парсек) от Солнца. Визуальная звёздная величина звезды — +5,713m.

## Характеристики
11 Девы — жёлто-белая Am-звезда спектрального класса F0, или F0-F6, или F2-6IIImvs, или Am. Масса — около 1,66 солнечной, радиус — около 2,017 солнечного, светимость — около 8,94 солнечной. Эффективная температура — около 7073 K.

## Планетная система
В 2019 году учёными, анализирующими данные проектов Hipparcos и Gaia, у звезды обнаружена планета HIP 59309 b.